# Johann Christian Polycarp Erxleben
Aquest autor és citat en taxonomia animal amb el nom «Erxleben».
Johann Christian Polycarp Erxleben (Quedlinburg, 22 de juny del 1744 – Göttingen, 19 d'agost del 1777) fou un naturalista alemany.
Erxleben fou catedràtic de física i de medicina veterinària a la Universitat de Göttingen. Escrigué Anfangsgründe der Naturlehre i Systema regni animalis (1777). Fundà la primera Escola de Veterinària d'Alemanya (l'Institut de Medicina Veterinària) el 1771.
Era fill de Dorothea Christiane Erxleben, la primera dona d'Alemanya que aconseguí esdevenir metgessa.